# グロスター (ニュージャージー州)
グロスター・タウンシップ（英: Gloucester Township）は、アメリカ合衆国ニュージャージー州のカムデン郡にあるタウンシップ。人口は6万6034人（2020年）。ニューヨーク都市圏に含まれる。
グロスター・タウンシップは1694年6月1日に設立された。この時はグロスター郡の中にあり、1798年2月21日に成立したニュージャージー州議会の法により、州初のタウンシップ104か所の1つとして法人化された。1844年3月13日、新設されたカムデン郡の一部となった。タウンシップに入っていた領域の一部が、ユニオン・タウンシップ（1831年11月15日）、ウィンスロー・タウンシップ（1845年3月8日）、クレメントン・タウンシップ（1903年2月24日）を作るために分割された。

## 歴史
現在のグロスター・タウンシップは古いグロスター郡を構成する当初あったタウンシップの1つだった。1685年に郡では初の政治的な区分となった。1683年まで、その領域はデラウェア川から大西洋まで広がっていたが、この年にエッグハーバー・タウンシップができて2つに分かれた。グロスターはイングランドのセヴァーン川の岸にある、大聖堂のある都市グロスターからその名前が採られた。グロスター・タウンシップはその後4つの小さなタウンシップに分割され、1695年にはニュージャージーで最初期に法人化された自治体となった。1844年、グロスターは新設されたカムデン郡に入った。
グレンドラの4番アベニューにあるガブリール・デイビース酒場は、アメリカ独立戦争以前の1756年に建設された酒場であり、長年近くを流れるビッグティンバー・クリークによってフィラデルフィアまで製品を運んだ船乗りのための宿屋だった。近年修復され、現在はグロスター・タウンシップの歴史を表す中心的存在になっている。この建物は独立戦争のときにジョージ・ワシントンが病院に指定していたので、ヒルマン病院家屋とも呼ばれることがある。アメリカ合衆国国家歴史登録財に指定され、4月から12月の日曜の午後に公開されているが、休日は除く。

## 地理
アメリカ合衆国国勢調査局に拠れば、市域全面積は23.260平方マイル (60.245 km2)であり、このうち陸地22.983平方マイル (59.526 km2)、水域は0.277平方マイル (0.718 km2)で水域率は1.19%である。
グロスター・タウンシップの中にある地区として、ブラックウッド（2010年の人口4,545人）、グレンドラ（同4,750人）が国勢調査指定地域としてある。その他の未編入領域としては、ブレンハイム、チューズランティング、デイビスビル、エリアル、グレンオークス、グレンロック、ヒルトップ、レイクランド、ラムズテラス、リトルグロスター、ナッシュズミルポイントプレザント、ターキーフットがある。
グロスター・タウンシップは、ハイ・ネラ、リンデンウォルド、マグノリア、パインヒル、ラニミード、サマーデール、ストラットフォードの各ボロとウィンスロー・タウンシップと接している。また南にはグロスター郡とも接している。
ビッグティンバー・クリークがグロスターを通って東から西に流れ、デラウェア川に注いでいる。

## 人口動態

### 2010年国勢調査
以下は2010年国勢調査による人口統計データである。
| 基礎データ - 人口: 64,634 人 - 世帯数: 23,566 世帯 - 家族数: 16,873 家族 - 人口密度: 1,085.8人/km2（2,812.2 人/mi2） - 住居数: 24,711 軒 - 住居密度: 415.1軒/km2（1,075.2 軒/mi2） 人種別人口構成 - 白人: 75.80% - アフリカン・アメリカン: 16.19% - ネイティブ・アメリカン: 0.20% - アジア人: 3.67% - 太平洋諸島系: 0.03% - その他の人種: 1.83% - 混血: 2.28% - ヒスパニック・ラテン系: 5.65% 年齢別人口構成 - 18歳未満: 24.3% - 18-24歳: 9.3% - 25-44歳: 27.1% - 45-64歳: 28.3% - 65歳以上: 11.0% - 年齢の中央値: 38歳 - 性比（女性100人あたり男性の人口） - 総人口: 94.0 - 18歳以上: 90.5 | 世帯と家族（対世帯数） - 18歳未満の子供がいる: 32.7% - 結婚・同居している夫婦: 52.4% - 未婚・離婚・死別女性が世帯主: 14.1% - 非家族世帯: 28.4% - 単身世帯: 22.8% - 65歳以上の老人1人暮らし: 7.3% - 平均構成人数 - 世帯: 2.73人 - 家族: 3.24人 収入と家計（2006年から2010年のアメリカン・コミュニティ・サーベイ統計） - 収入の中央値 - 世帯: 72,811米ドル - 家族: 82,491米ドル - 性別 - 男性: 55,185米ドル - 女性: 41,697米ドル - 人口1人あたり収入: 29,231米ドル - 貧困線以下 - 対人口: 5.0% - 対家族数: 3.5% - 18歳未満: 7.0% - 65歳以上: 3.7% |

### 2000年国勢調査
以下は2000年国勢調査による人口統計データである。
| 基礎データ - 人口: 64,350 人 - 世帯数: 23,150 世帯 - 家族数: 16,876 家族 - 人口密度: 1,070.0人/km2（2,771.2 人/mi2） - 住居数: 24,257 軒 - 住居密度: 403.3軒/km2（1,044.6 軒/mi2） 人種別人口構成 - 白人: 83.11% - アフリカン・アメリカン: 11.55% - ネイティブ・アメリカン: 0.16% - アジア人: 2.62% - 太平洋諸島系: 0.02% - その他の人種: 1.11% - 混血: 1.42% - ヒスパニック・ラテン系: 3.05% | 年齢別人口構成 - 18歳未満: 26.9% - 18-24歳: 8.7% - 25-44歳: 33.0% - 45-64歳: 22.0% - 65歳以上: 9.4% - 年齢の中央値: 35歳 - 性比（女性100人あたり男性の人口） - 総人口: 94.8 - 18歳以上: 90.6 世帯と家族（対世帯数） - 18歳未満の子供がいる: 37.8% - 結婚・同居している夫婦: 55.9% - 未婚・離婚・死別女性が世帯主: 12.5% - 非家族世帯: 27.1% - 単身世帯: 21.4% - 65歳以上の老人1人暮らし: 6.2% - 平均構成人数 - 世帯: 2.75人 - 家族: 3.24人 | 収入と家計 - 収入の中央値 - 世帯: 54,280米ドル - 家族: 62,992米ドル - 性別 - 男性: 42,451米ドル - 女性: 31,427米ドル - 人口1人あたり収入: 22,604米ドル - 貧困線以下 - 対人口: 6.2% - 対家族数: 4.4% - 18歳未満: 6.7% - 65歳以上: 5.4% |

## 政府

### タウンシップ政府
グロスター・タウンシップは1982年7月1日からフォークナー法（正式には選択的自治体認証法と呼ばれる）の首長・立法委員会の政府形態プラン2を採っている。政府は1人の首長と7人の委員によるタウンシップ委員会で構成され、すべてタウンシップ全体を選挙区に党派選挙で選出され、任期は4年間である。委員の3人または4人が奇数年の選挙で選出され、首長は3人の委員と同じ都市に選挙される。

### 連邦、州、郡への代表
グロスター・タウンシップはアメリカ合衆国下院議員の選挙で、ニュージャージー州第1選挙区に属している。州議会下院では第4選挙区に入っている。

### 政治
2011年3月23日時点で、登録有権者総数は41,873人であり、そのうち16,603人、39.7%が民主党に、6,039人、14.4%が共和党に、19,205人、45.9%が無党派に登録されている。その他の政党は26人である。
2012年アメリカ合衆国大統領選挙では、民主党のバラク・オバマは18,178票、63.9%、共和党のミット・ロムニーが9,999票、35.1%、その他の候補者が271票、1.0%という結果だった。登録有権者45,074人のうち、28,615人、63.5%が投票し、167票が無効だった。
2008年アメリカ合衆国大統領選挙では、民主党のバラク・オバマは18,601票、61.3%、共和党のジョン・マケインが10,645票、35.1%という結果だった。登録有権者40,565人のうち、30,341人、74.8%が投票した。2004年アメリカ合衆国大統領選挙では、民主党のジョン・ケリーが16,318票、57.6%、共和党のジョージ・W・ブッシュが11,529票だった。登録有権者38,229人のうち、28,323人、74.1%が投票した。
2013年ニュージャージー州知事選挙では、共和党のクリス・クリスティの9,042票、59.4%、民主党のバーバラ・ブオノが5,982票、39.3%、その他の候補者が198票、1.3%だった。登録有権者45,408人のうち、15,693人、34.6%が投票した。471票が無効票だった。
2009年ニュージャージー州知事選挙では、民主党のジョン・コーザインが8,390票、47.9%、共和党のクリス・クリスティが7,748票、44.2%、独立系のクリス・ダゲットが839票、4.8%だった。登録有権者41,329人のうち、17,519人、42.4%が投票した。

## 教育
グロスターの幼稚園から8年生の児童生徒は地域公共教育体系であるグロスター・タウンシップ教育学区の学校で学んでいる。幼稚園から5年生は小学校8校、6年生から8年生は中学校3校がある。2011年から2012年の教育年度では、18の学校に7,017人の児童生徒が学び、教師は常勤換算で514.0人、生徒・教師比率は13.65対1だった。
学区内の学校は以下の通りである。生徒数は教育統計全国センターによる。
ブラックウッド小学校、幼稚園前から5年生、610人
チューズ小学校、幼稚園から5年生、750人
エリアル小学校、幼稚園前から5年生、750人
グレンドラ小学校、幼稚園から5年生、285人
グロスター・タウンシップ小学校、幼稚園から5年生、274人
ジェイムズ・W・リリー小学校、幼稚園から5年生、515人
ローリング・フレミング小学校、幼稚園前から5年生、755人
ユニオンバレー小学校、幼稚園から5年生、550人
グレンランディング中学校、6年生から8年生、812人
チャールズ・W・ルイス中学校、6年生から8年生、660人
アン・A・ミュレン中学校、6年生から8年生、1,056人
9年生から12年生の生徒はブラックホース地域教育学区に属する3高校の1つに通っている。ハイランド高校（ブラックウッドにあり、生徒数1,140人）、ティンバー・クリーク地域高校（エリアルにあり、生徒数1,407人）、トリトン地域高校（ラニミードにあり、生徒数1,503人）である。生徒はその住んでいる場所によって高校の1つを選んでいる。ベルモーアやラニミードの生とはトリトン地域高校に入学している。
グロスター・タウンシップにはグロスター・タウンシップ工業高校もあり、全日制と夜間制がある。
キングダム・チャータースクール・オブ・リーダーシップは、幼稚園から6年生までの児童を教えるチャータースクールであり、定員に応じて籤で入学者を決めている。
アワーレディ・オブ・ホープ地域学校はローマ・カトリック教会カムデン教区の管理下に運営される小学校である。2008年にセントアグネス学校とセントジュード地域学校の合併で作られた。
カムデン郡カレッジはブラックウッドにあり、広さ320エーカー (0.13 km2) のキャンパスは1967年に取得したものである。一期生は1968年に入学した。2005年から8,300万ドルを掛けて拡張と改修を行っている。連携医療から工学技術まで44のコースがあり、科学、レーザー、光学、公衆安全、経営学、リベラルアーツ、福祉、秘書学もある。その他、総合教育開発センター、自己啓発と高齢者コースもある。夜間と週末のクラスでは、コンピュータ・プログラミングもある。地元住民は歯科衛生クリニックを受けるためにカレッジの学習資源センターを使うこともできる。

## 交通

### 道路と高規格道
2010年5月時点で、タウンシップの中には総延長239.44マイル (385.34 km) の道路がある。そのうち186.25マイル (299.74 km) がタウンシップの保守に、41.69マイル (67.09 km) がカムデン郡、9.10マイル (14.65 km) がニュージャージー州交通省、2.40マイル (3.86 km) は南ジャージー交通管理局の管轄である。
郡道534号線がタウンシップの中心を通り、同544号線は北側境界に沿って走っている。ニュージャージー州道41号線はタウンシップの北西隅をかすめ、同42号線（ノース・サウス・フリーウェイ）と同168号線がタウンシップの西部を通っている。アトランティックシティ・イクスプレスウェイが南部を通っている。

### 公共交通機関
ニュージャージー・トランジットのバスでは400系統と403系統でフィラデルフィアと結ばれ、タウンシップ内は459系統がある。